# Aleksandra Trusova
Alexandra Vjačeslavovna Trusova Ignatova (in russo Александра Вячеславовна Трусова-Игнатовa?; tras. angl.: Alexandra Vyacheslavovna Trusova-Ignatova; Rjazan', 23 giugno 2004) è una pattinatrice artistica su ghiaccio russa.
Nel 2018 è stata la campionessa nazionale russa di livello juniores, la vincitrice della Finale Grand Prix ISU juniores e la campionessa mondiale juniores. 
Ai XXIV Giochi olimpici invernali ha vinto l'argento olimpico, classificandosi seconda alle spalle della compagna Anna Ščerbakova e davanti alla giapponese Kaori Sakamoto.
Al 27 marzo 2018 fa i recordi mondiali per i programmi corto e libero e per il punteggio complessivo di livello juniores, con rispettivamente 73.25, 153.49 e 225.52 punti. È stata inoltre la prima pattinatrice al mondo a completare un quadruplo toe-loop in una competizione ufficiale, la seconda al mondo a completare un quadruplo salchow e la prima a completare due salti quadrupli in una competizione ufficiale. Al Junior Grand Prix in Lituania del 2018, Trusova è diventata anche la prima donna ad atterrare in competizione un quadruplo in combinazione.

## Carriera

### Primi anni
Ha iniziato a pattinare nel 2008. Fino al 2015 si è allenata a Rjazan' con Olga Shevtsova, quindi si è trasferita a Mosca per essere allenata da Aleksander Volkov. A partire dal 2016 è allenata da Ėteri Tutberidze e Sergei Dudakov, già coach di Evgenija Medvedeva e Alina Zagitova.
Nel 2017 si classifica al quarto posto nei Campionati nazionali russi di livello juniores, dopo essere arrivata sesta nel programma corto e quarta in quello libero.

### Stagione 2017-2018: il debutto nella categoria junior

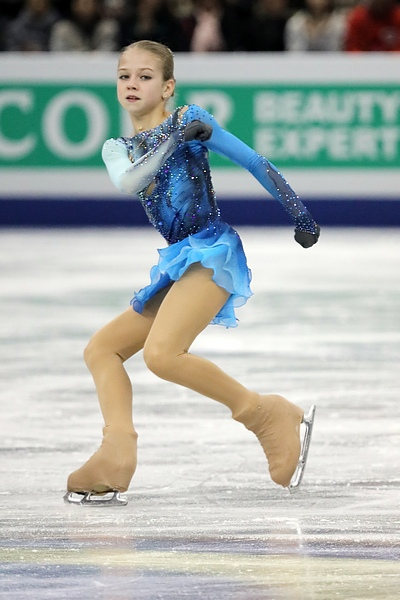
Trusova durante il programma libero alla finale dello Junior Grand Prix 2017-18.

Fa il suo debutto internazionale partecipando nell'agosto 2017 alla tappa del Grand Prix ISU juniores tenuta a Brisbane in Australia, dove vince la medaglia d'oro davanti alla connazionale Anastasia Gulyakova. In seguito ha ottenuto il primo posto anche nella tappa del Grand Prix ISU juniores di Minsk in Bielorussia, qualificandosi così per la finale. Nella Finale Grand Prix ISU juniores di pattinaggio di figura del 7-10 dicembre 2017 ha vinto la medaglia d'oro davanti alle connazionali Alëna Kostornaja e Anastasia Tarakanova. Durante tale competizione con 73.25 punti Trusova ha stabilito il nuovo record mondiale femminile juniores per il programma corto.
Nel gennaio 2018 ha vinto la medaglia d'oro ai campionati nazionali russi di livello juniores, precedendo la compagna di allenamento Alena Kostornaia di 0.6 punti.
A marzo 2018 ha vinto la medaglia d'oro nei Campionati mondiali juniores, superando la seconda classificata Alena Kostornaia di ben 18 punti e stabilendo i nuovi record mondiali per la categoria juniores sia nel programma libero che come punteggio complessivo. Durante tale competizione ha atterrato con successo, prima donna della storia, un quadruplo toe-loop e un quadruplo salchow.

### Stagione 2018-2019: il secondo oro mondiale juniores
Per la stagione 2018-19, Trusova pattina sulla colonna sonora di Kill Bill: Volume 1 per il programma corto e sulle musiche de Il quinto elemento come programma libero. Partecipa alla tappa lituana dello Junior Grand Prix, classificandosi prima in entrambi i segmenti di gara. Nel programma libero esegue come primo salto un quadruplo lutz, mai eseguito da una donna in competizione, che viene però dichiarato sottoruotato dal pannello tecnico. Cade poi sul quadruplo toe-loop, che riesce però ad eseguire subito dopo in combinazione con il triplo toe-loop. Diventa così la prima donna ad atterrare un salto quadruplo in combinazione. Partecipa poi alla tappa armena, dove vince l'oro e diventa la prima donna ad atterrare un quadruplo lutz.
Si qualifica per la finale di Grand Prix juniores e si piazza seconda in entrambi i segmenti di gara, vincendo l'argento dietro ad Alëna Kostornaja. Ai Campionati Nazionali russi senior si classifica seconda sia nel corto che nel libero, vincendo l'argento dietro ad Anna Ščerbakova e davanti a Kostornaja. Ai Campionati nazionali junior invece è settima dopo il programma corto, a causa di una caduta sulla combinazione triplo lutz-triplo loop, ma vince il programma libero e l'intera competizione. Prende parte ai Campionati Mondiali Juniores a Zagabria, dove si piazza seconda dopo il programma corto, dietro a Anna Ščerbakova, e prima nel programma libero, vincendo la competizione. Diventa la terza atleta a vincere due mondiali junior consecutivi, dopo Adam Rippon ed Elena Radionova.

### Stagione 2019-2020: debutto nella categoria senior

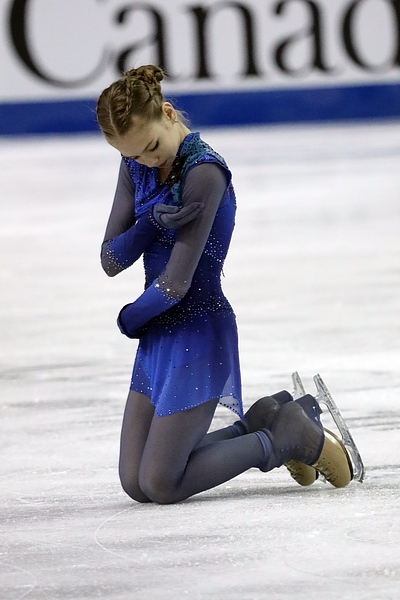
Trusova alla Rostelecom Cup del 2019

Aleksandra fa il suo debutto come senior all'Ondrej Nepela Trophy, dove vince la medaglia d'oro e stabilisce due nuovi record mondiali: 163,78 nel libero e 238,69 nel totale. Atterra due quadrupli toe-loop e un quadruplo lutz, diventando la prima senior ad atterrare un toe-loop e più salti quadrupli nel libero. A ottobre prende parte al Japan Open, dove si classifica prima atterrando quattro quadrupli e aiutando così a portare la propria squadra alla vittoria. Tuttavia, non essendo una competizione internazionale ufficiale, il punteggio non le viene riconosciuto.
La prima tappa di Grand Prix a cui partecipa è lo Skate Canada International, dove vince la medaglia d'oro dopo essersi piazzata terza nel programma corto e prima nel programma libero. Diventa la prima donna ad atterrare due salti quadrupli in combinazione: un quadruplo toe-triplo toe e un quadruplo toe-euler-triplo salchow e la prima donna ad atterrare un quadruplo nella seconda metà del programma. Stabilisce un nuovo record del mondo di 166.62 nel libero. Diventa inoltre la prima donna a superare i 100 punti nel tecnico. Alla Rostelecom Cup è seconda dietro a Evgenija Medvedeva dopo il programma corto, ma vince poi il programma libero e la competizione, qualificandosi così per la Finale del Grand Prix.
A Torino, Aleksandra prova ad atterrare un triplo axel nel programma corto, ma cade e il salto viene considerato sottoruotato. Si piazza quindi quinta dopo il primo segmento di gara, quattordici punti dietro alla connazionale Alëna Kostornaja. Nel programma libero prova ad atterrare cinque quadrupli, ma fa un doppio salchow al posto del quadruplo e cade su un quadruplo toeloop. Diventa la prima donna ad atterrare un quadruplo flip in una competizione internazionale e si piazza terza nel libero. Vince la medaglia di bronzo, dietro alle compagne di allenamento Alëna Kostornaja e Anna Ščerbakova.
Ai Campionati Nazionali Russi 2020, è terza dopo il programma corto, con 76,46. Nel programma libero commette alcuni errori, e ottiene un punteggio di 149,88, classificandosi terza anche in questo segmento di gara e vincendo così la medaglia di bronzo dietro ad Anna Ščerbakova e Alëna Kostornaja. Viene selezionata per gli Europei 2020 a Graz.
Agli Europei è terza dopo il programma corto con 74,95 e sempre terza dopo il libero, con 150,39 dopo due cadute, vincendo così la medaglia di bronzo dietro ad Alëna Kostornaja e Anna Ščerbakova.

### Stagione 2020-2021: il cambio di allenatore
A maggio 2020, Aleksandra annuncia di aver interrotto la collaborazione con Tutberidze, Glejchengauz e Dudakov e che incomincerà ad allenarsi con Evgenij Pljuščenko a partire dal mese successivo. Con lei si trasferisce anche Sergej Rozanov, precedentemente allenatore e tecnico dei salti proprio sotto il comando di Tutberidze. A maggio 2021, dopo la scadenza del contratto con Evgenij Pljuščenko, decide di non rinnovare e ritornare ad allenarsi con l’ex allenatrice Ėteri Tutberidze.

### Stagione 2021-2022: Argento Olimpico
Verso la fine di ottobre 2021 si infortuna a una gamba poco prima del 2021 Skate America, che non le ha permesso di allenarsi al massimo delle sue potenzialità. Nonostante ciò, Aleksandra partecipa alla competizione, segnando il suo record personale nel programma corto, con il punteggio di 77.69 punti. Dopo aver saltato il 2021 NHK Trophy, ritorna alle competizioni ai 2022 Russian Championships, classificandosi al secondo posto, con il punteggio di 248.65 punti. Ai Campionati europei svolti a Tallinn, vincerà la medaglia di bronzo, la sua seconda in campo europeo. Il 20 gennaio, Alexandra viene scelta nella squadra del Comitato Olimpico Russo.
Si classifica al quarto posto nel programma corto, mentre nel programma libero totalizza il punteggio più alto, 177.13, sufficiente per arrivare alla medaglia d'argento.

## Record

### Punteggio
- Durante la finale del Grand Prix ISU juniores di pattinaggio di figura del 7-10 dicembre 2017 ottiene un punteggio per il programma corto di 73.25 punti, stabilendo il nuovo record mondiale femminile per la categoria juniores.[8]
- Durante i Campionati del mondo juniores del 5-11 marzo 2018 ottiene un punteggio nel programma libero di 153.49 punti e un punteggio complessivo di 225.52 punti, stabilendo i nuovo record mondiali femminili per la categoria juniores.[8]

#### Con il sistema di punteggio da +5 / -5 GOE
- Sotto il nuovo sistema di punteggio introdotto dalla stagione 2018-19, che prevede che possano essere assegnati +5 / -5 GOE (grado d'esecuzione) ai vari elementi eseguiti nel corso del programma, Trusova segna tre punteggi da record: 74.74 nel corto, 146.70 nel libero e 221.44 punti nel totale, migliorando i punteggi delle compagne d'allenamento Alena Kostornaia e Anna Ščerbakova.[9]

### Altri record
- Essendo nata il 23 giugno 2004 diventa la pattinatrice più giovane a vincere la medaglia d'oro alla Finale Gran Prix ISU juniores.
- Ai Campionati mondiali juniores atterra un quadruplo toe-loop e un quadruplo salchow, diventando la prima donna al mondo ad atterrare un quadruplo toe-loop, la seconda ad atterrare un quadruplo salchow (dopo la giapponese Miki Andō nel 2002) e la prima a completare due salti quadrupli nel programma libero, oltre che la prima a completare due salti quadrupli differenti.[2]
- Prima donna ad atterrare un salto quadruplo in combinazione. (Grand Prix ISU Juniores in Lituania 2018)[3]
- Prima donna ad atterrare un quadruplo lutz.
- Prima donna ad atterrare quattro salti quadrupli in un programma.
- Prima pattinatrice senior ad atterrare un quadruplo toe-loop.
- Prima donna ad atterrare la combinazione quadruplo toe-euler-triplo salchow.
- Prima donna ad atterrare un quadruplo flip.
- Prima donna ad atterrare 4 e 5 quadrupli:4F, 4S, 4T, 4Lz+3T e 4Lz in un programma in qualsiasi competizione
- Prima donna ad atterrare 4 e 5 quadrupli:4F, 4S, 4T, 4Lz+3T e 4Lz ai XXIV Giochi olimpici invernali

## Risultati
I risultati di Aleksandra Trusova nella competizioni internazionali e nazionali:
JGP: Junior Grand Prix
| Olimpiadi invernali |         |         |         |         |         | 2ª      |         |
| Campionati mondiali |         |         |         | C       | 3ª      |         |         |
| Campionati europei |         |         |         | 3ª      | C       | 2ª      |         |
| GP Finale |         |         |         | 3ª      |         |         |         |
| GP Skate America |         |         |         |         |         | 1ª      |         |
| GP Rostelecom Cup |         |         |         | 1ª      | 4°      |         |         |
| GP NHK Trophy |         |         |         |         |         | R       |         |
| GP Skate Canada |         |         |         | 1ª      |         |         |         |
| CS Ondrej Nepela Trophy |         |         |         | 1ª      |         |         |         |
| U.S. Classic |         |         |         |         |         | 1ª      |         |
| Internazionali: categoria Junior                                                                                                   |         |         |         |         |         |         |         |
| Campionati mondiali |         | 1ª      | 1ª      |         |         |         |         |
| JGP Finale |         | 1ª      | 2ª      |         |         |         |         |
| JGP Armenia |         |         | 1ª      |         |         |         |         |
| JGP Australia |         | 1ª      |         |         |         |         |         |
| JGP Bielorussia |         | 1ª      |         |         |         |         |         |
| JGP Lituania |         |         | 1ª      |         |         |         |         |
| Nazionali |         |         |         |         |         |         |         |
| Evento | 2016-17 | 2017–18 | 2018-19 | 2019-20 | 2020-21 | 2021-22 | 2022-23 |
| Campionati russi |         |         | 2ª      | 3ª      | 3ª      | 1ª      | R       |
| Campionati nazionali junior | 4ª      | 1ª      | 1ª      |         |         |         |         |
| GPR La stagione del velluto |         |         |         |         |         |         | 3ª      |
| GPR Piroetta del Volga |         |         |         |         |         |         | 2ª      |
| CS = Challenger Series; GP = Grand Prix; JGP = Junior Grand Prix; GPR = Gran Premio di Russia; R = Ritirata; C = Evento cancellato |         |         |         |         |         |         |         |

## Programmi
| Stagione   | Programma Corto | Programma libero | Esibizione                                                                                                  |
| ---------- | --- | --- | --- |
| 2022- 2023 | - Ainsi bas la vida di Indila | - I believe I can fly (Acoustic Piano Version) di J2 ft. Casey Hensley | |
| 2021-2022  | Frida - Benediction and Dream di Lila Downs - Alcoba Azul di Elliot Goldenthal, coreografia di Daniil Glejchengauz                                            | Cruella - Call me Cruella di Florence and The machine - The True Story of Cruella's Birth di Nicholas Britell - I wanna Be Your Dog di John McCrea                                             | Wonder Woman - Song to the Siren di Rose Betts - Wonder Woman Defending & What Rough Beast di Tom Holkenbor |
| 2020-2021  | - Love Story di Lola Astanova, Stjepan Hauser - Appassionata di Secret Garden (gruppo musicale), coreografia di Sergej Rozanov, Evgenij Plushenko             | Romeo e Giulietta - Kissing You di Craig Armstrong - Come, Gentle Night di Abel Korzeniowski - Montagues and Capulets di Richard Clayderman, coreografia di Sergej Rozanov, Evgenij Plushenko  | - Game of Survival di Ruelle                                                                                |
| 2019-2020  | Peer Gynt - Solveig's Song - In the Hall of the Mountain King di Edvard Grieg, coreografia di Daniil Glejchengauz                                             | Game of Thrones - Pray (High Valyrian) - For the Throne di Matthew Bellamy - The Night King di Ramin Djawadi, coreografia di Eteri Tutberidze                                                  | - Unstoppable di Sia                                                                                        |
| 2018-2019  | Kill Bill Vol. 1 - Bang Bang (My Baby Shot Me Down) di Nancy Sinatra - Battle Without Honor or Humanity di Tomoyasu Hotei, coreografia di Daniil Glejchengauz | Il quinto elemento - Kill The Target di Tomoyasu Hotei - Katana Groove di Tomoyasu Hotei - Lucia di Lammermoor di Eric Serra - The Diva Dance di Eric Serra coreografia di Daniil Glejchengauz | - Unstoppable di Sia - Big Spender di Peggy Lee - Jumpin' Jack di Big Bad Voodoo Daddy                      |
| 2017-2018  | - Big Spender di Peggy Lee - Jumpin' Jack di Big Bad Voodoo Daddy coreografia di Daniil Gleichengauz                                                          | - Le quattro stagioni: Estate di Antonio Vivaldi, riarrangiata da Max Richter coreografia di Daniil Gleichengauz                                                                               | Your Heart Is As Black As Night di Melody Gardot                                                            |